# Яланець (Тульчинський район)
Яла́нець — село в Україні, у Томашпільській селищній громаді Тульчинського району Вінницької області. Населення становить 1400 осіб.

## Назва
Щодо походження назви села, то тут виникають теж дві версії: 1) Ялань — степова річка, байрак, лагуна; 2) За прізвищем Ян-Ланець, що значить Іван Мандрівник, бурлака, волоцюга. Проте на території Вінницької області у Бершадському районі теж є село Яланець. За те, що там обмаль водних ресурсів, він зветься сухим. Про наше село згадується у книзі Ю. Мушкетика «Яса», і село зветься гнилим Яланцем, тобто має безліч мочарів, боліт, води.

## Історія
Дуже важко (без спеціальних досліджень) встановити точну дату перших поселень, проте можна судити, що час масового заселення нашого села припадає на кінець 16 - початок 17 століття (1550 р. — 1600 p.): по-перше — велике старовинне кладовище; по-друге — на новому кладовищі хрести датуються 1700 роками. Проте існує версія і більш ранніх часів заселення. Так житель села, Скупий Микола Миколайович, стверджував, що бачив на старому кладовищі хрест, датований 1448 роком. Згадка про село є в історичних документах, датованих 15 ст.. Ті історичні події, що відбувалися на нашій території, дають змогу стверджувати, що село Яланець засновано десь в 1450 роках.
Також згадка про наше село виявлена в історичних документах кінця 15 ст., яке стояло на битому шляху між Стіною та Бушою, які були форпостами і захищали Поділля з південного-заходу від татар і турків (село Стіна називалося тоді Янгородом). Отже, можна за вищезгаданими фактами та першими згадками судити, що наше село засноване десь в другій половині 15 століття, тобто, в 1450-х роках. У вісімдесятих роках 16 століття в українських містах, а згодом і селах, стали поширюватись братства — громадські організації православного міщанства. Вони сприяли захисту своїх соціально-економічних інтересів і боротьби проти насильного поневолення та колонізації. В такі братства об'єднувались люди спільної професії — шевці, бондарі, ковалі, гончарі та цілий ряд інших. Згодом ці братства стали родинними і дали початок прізвищам селян та назву кутків села — Братківка (Братчуки, Гончаруки, Шевці, Бондарі, Ковалі). Село поступово розросталося. З'являється поселення — куток під назвою Братківка. Тут селилися переважно ремісники: гончарі, ковалі, швеці.
В другій половині 17 ст. на початку визвольної війни українського народу проти шляхетської Польщі. В Яланці козацька сотня утворилася восени 1648 року. Сотником призначено І.Сковороду (Сковородецького). Будемо вважати цей рік роком покозачення нашого села, хоча, судячи з попередніх історичних подій, можна судити, що козаки проживали на нашій території і раніше.
Після 1712 року на Правобережжі відбувається концентрація великого землеволодіння в руках окремих магнатів. Наше село було подароване графові Бжицькому, а в додачу 2,5 тисяч десятин землі. На кінець 18 століття селян повністю перевели на панщину. Все доросле населення повинно було працювати на пана 4 дні на тиждень, а то й більше. В селі Яланці 2,5 тис. десятин землі належали графові Бжицькому, 70 десятин — церкві, 1400 десятинами володіли селяни. Всі ліси та сіножаті належали поміщикові. Десятина землі коштувала 500—600 крб. Для основної маси селян вона була недоступна. Тому навіть після реформи 1861 року більшість селян продовжувала працювати на поміщика. На той час в селі було 2 крамнички, де продавалися переважно фабричні тканини, сіль, цукор, різноманітні речі. Газети та журнали передплачували лише поміщик і священник. Селяни же в більшості були неписьменні. Лише діти окремих селян могли відвідувати і закінчити двокласну школу, навчитися лише читати, писати, рахувати. Вся культура тогочасного села трималася на церкві.
7 (20) листопада 1917 року, відповідно до Третього Універсалу Української Центральної Ради, увійшло до складу Української Народної Республіки.
Не обминула нашого села і Перша і Друга світові війни. Під час голодомору 1932—1933 років померла ¼ частина наших односельчан (400 чоловік). 16 березня 1944 року село було визволене військами 2 Українського фронту. Після визволення село відроджується. Відновлюють колгоспи. Починаючи з 1962 року село було одне з найкращих в районі. Після визволення села відновлюють свою роботу колгоспи. Керівниками обрано: Пітік Г. Я. (Більшовик), Продан Г. В. (8-Березня), Паламар Μ.Μ. (Червоний Партизан), Мороз С. А. (Т.Шевченко). Важкий час випав на долю наших односельчан. Всю роботу на полях виконували вручну, техніки як і насіння не було. Крім того потрібно було допомагати фронтові і відбудовувати народне господарство. В село починають повертатися інваліди війни та евакуйовані. Поступово село заліковувало рани, нанесені йому війною. В 1950 р. на базі 4 колгоспів створюється колгосп «Більшовик», який очолює Костін Олександр Федорович (1914 р. н.). Село відбудовується — з'являються нові корівники, пташники і свинарники. В 1959 р. побудовано нову школу. 1961 р. господарство очолює Дмітров Василь Іванович (1918 р. н.), колишній командир партизанського загону, капітан. За час його правління в колгоспі збудовано новий будинок культури на 450 місць, контора господарства (1975 р.). На честь 20 річчя Перемоги у Великій Вітчизняній Війні споруджено пам'ятник Вічної слави загиблим односельчанам. В 1968 р. після смерті Дмитрова В. І. (14.01.1968 р.) головою колгоспу обрано Калинчука Василя Йосиповича (1927 р.н.). Будуються тваринницькі ферми, ремонтні майстерні, переобладнується церква під музей. В 1978 р. господарство очолює Пітік Василь Григорович (1942 р. н.). Розпочато будівництво нової школи, відкрито табір праці і відпочинку, в приміщені церкви відкрито музей. В 1983 р. головою колгоспу «Більшовик» обрано Гомеля Олександра Андрійовича (1952 р. н.). Закінчено і відкрито нову 3-х поверхову школу, проведено капітальний ремонт і переобладнання будинку культури. По селі по центральних вулицях прокладено бруківку, частина доріг заасфальтована. Збудовано СТФ, нові корпуса МТФ.

## Сьогодення
З 1993 по 1998 pp. в роки економічної кризи господарство очолював Уляновський Володимир Іванович (1952 р.н.), проте незважаючи важкі часи йому вдалося зберегти цілісний майновий комплекс господарства і поголів'я тваринницького комплексу. За допомоги господарства було збережено 10 — 11 клас загальноосвітньої школи, здійснювалося харчування дітей за рахунок КСП. В 1998 р. господарство очолив Одайник Микола Миколайович. За його керівництва в господарства з'являється інвестор «Укрпромінвест» в особі Порошенка О. І.. Господарство поступово виходить з кризи, стає рентабельним і прибутковим. В 2003 р. Одайника Μ. Μ. було обрано народним депутатом України і виконавчим директором господарства було призначено Маланчука Віктора Костянтиновича. За керівництва Маланчука В. К. господарство по виробничих показниках зберігає лідируючі позиції в районі. За цей час надавалась спонсорська допомога на соціальну сферу села, зроблено реконструкцію пам'ятника Слави, побудовано капличку біля церкви, облаштовано Ізвор. З березня 2007 р. виконавчим директором призначено Микитенка B.C., який працює по даний час. . На сьогоднішній день на території села Яланець функціонує загальноосвітня школа І — III ст., дитячий садок, амбулаторія сімейної медицини, будинок культури. Більша частина населення с Яланець працює в філії «Яланецьке» ЗАТ ПК «Поділля», інша частина зайнята в соціальній сфері села. З 1944 р. на території села функціонує громадська організація «Яланецькі козаки», яка зберігає козацькі та українські народні традиції та веде їх пропаганду серед молоді села.
12 червня 2020 року, відповідно до Розпорядження Кабінету Міністрів України від  № 707-р «Про визначення адміністративних центрів та затвердження територій територіальних громад Вінницької області», увійшло до складу Томашпільської селищної громади.
19 липня 2020 року, в результаті адміністративно-територіальної реформи та ліквідації  Томашпільського району, увійшло до складу новоутвореного Тульчинського району.

## Населення

### Мова
Розподіл населення за рідною мовою за даними перепису 2001 року:
| Мова       | Кількість | Відсоток |
| ---------- | --------- | -------- |
| українська | 1494      | 98.87%   |
| російська  | 15        | 0.99%    |
| румунська  | 2         | 0.14%    |
| Усього     | 1511      | 100%     |

## Пам'ятки
- Яланецькі джерела — гідрологічна пам'ятка природи місцевого значення.

## Постаті
- Баштанар Любов Іванівна — Герой Соціалістичної Праці.
- Біжан Іван Васильович — генерал-полковник запасу, виконувач обов'язків Міністра оборони України в 1993 році.
- Бойчук Василь Сафронович — Герой Соціалістичної Праці.
- Зарічний Микола Миколайович — підполковник Збройних сил України, учасник російсько-української війни.
- Саванчук Віктор Юрійович (1993-2014) — солдат Збройних сил України, учасник російсько-української війни.
- Карабіневич Микола Сильвестрович — діяч Української автокефальної православної церкви, архієпископ. Проживав у селі в 1920-х.

## Школа
- Яланецька ЗОШ І-ІІІ ступенів акредитації має свій сайт в Інтернеті